# Bavlinsky (huyện)
Huyện Bavlinsky (tiếng Nga: ? райо́н) là một huyện hành chính tự quản (raion), của Tatarstan, Nga. Huyện có diện tích 1224 km². Trung tâm của huyện đóng ở Bavli.